# Vindasia
Vindasia  é um gênero botânico da família Acanthaceae 

## Espécie
- Vindasia virgata[1]